# Icelinus tenuis
Icelinus tenuis és una espècie de peix pertanyent a la família dels còtids.

## Descripció
- Fa 14 cm de llargària màxima.
- Aletes pèlviques petites.
- Nombre de vèrtebres: 37.[6][7]

## Alimentació
Menja gambes.

## Hàbitat
És un peix marí, demersal i de clima subtropical que viu entre 33 i 373 m de fondària.

## Distribució geogràfica
Es troba al Pacífic oriental: el Canadà, els Estats Units i Mèxic.

## Observacions
És inofensiu per als humans.